# 쓰루가미네역
쓰루가미네역(일본어: 鶴ヶ峰駅, つるがみねえき)은 일본 가나가와현 요코하마시 아사히구에 위치한 사가미 철도 본선의 역이다. 역 번호는 SO09이다.

## 역 구조
상대식 승강장 2면 2선의 지상역에서 교상 역사를 갖는다.
남쪽 출입구의 재개발과 함께 역사의 배리어 프리 설비 대응 공사로 엘리베이터와 계단부에 에스컬레이터가 설치되고, 동시에 재개발 건물에 대한 연결 통로와 점포 설치 부분 증설 공사도 시공되었다.

### 승강장
| 번호 | 노선 | 방향 | 행선                                        |
| ---- | ---- | ---- | ------------------------------------------- |
| 1    | 본선 | 하행 | 후타마타가와・야마토・에비나・쇼난다이 방면 |
| 2    | 본선 | 상행 | 요코하마 방면                               |

## 역 주변
요코하마시 아사히구의 행정 기관이 집중되어 있고 인접역의 후타마타가와 역 주변과 함께 요코하마 시의 주요 생활 거점(구, 부도심)에 위치하고 있다. 역 남쪽 출입구 지구에서는 요코하마 시가 중심이 되 "유메하마 2010계획"에는 본 위치에서 아파트를 중심으로 한 29층의 재개발 빌딩이 건설되었다. 빌딩의 상업 세입자 부분은 "코코로트 쓰루가미네"라는 명칭으로 2007년 9월 6일에 개업하였고, 빌딩의 2층과 역사부가 직결되는 구조이다. 또한, 본 역은 다카나시 유업 본사・요코하마 공장의 근처역이기도 하다.
- 코코로트 쓰루가미네
  - TSUTAYA 쓰루가미네 역전점
  - 아사히 구 시민 활동 지원 센터
- 아사히 구청
- 아사히 소방서
- 요코하마 시립 아사히 도서관
- 요코하마 시 수도국 아사히・세야 서비스 센터
- 쓰루가미네 역전 우체국
- 요코하마 쓰루가미네 우체국
- 미즈호 은행 쓰루가미네 지점
- 요코하마 은행 쓰루가미네 지점
- 요코하마 신용 금고 쓰루가미네 지점
- 도쿄 개별 지도 학원 쓰루가미네 교실
- 다카나시 유업 본사・요코하마 공장
- 세이유 쓰루가미네점
- 가타비라 강 친수 녹도
- 시라네 신사
- 쓰루가미네 정수장
- 국도 제16호선
- 가나가와 현도 40호 요코하마아쓰기 선
- 요코하마 동물원 주라시아(북쪽 출입구 버스 터미널에서 노선 버스)

## 역사
- 1930년 10월 25일: 영업 개시.
- 1962년 5월 14일: 교상 역사 완공, 15일부터 영업 개시.
- 1999년 2월 27일: 쾌속의 운행이 시작되어 정차역이 됨.
- 2007년 9월 6일: 남쪽 출입구에 재개발 빌딩 "코코로트 쓰루가미네" 오픈.

## 사진

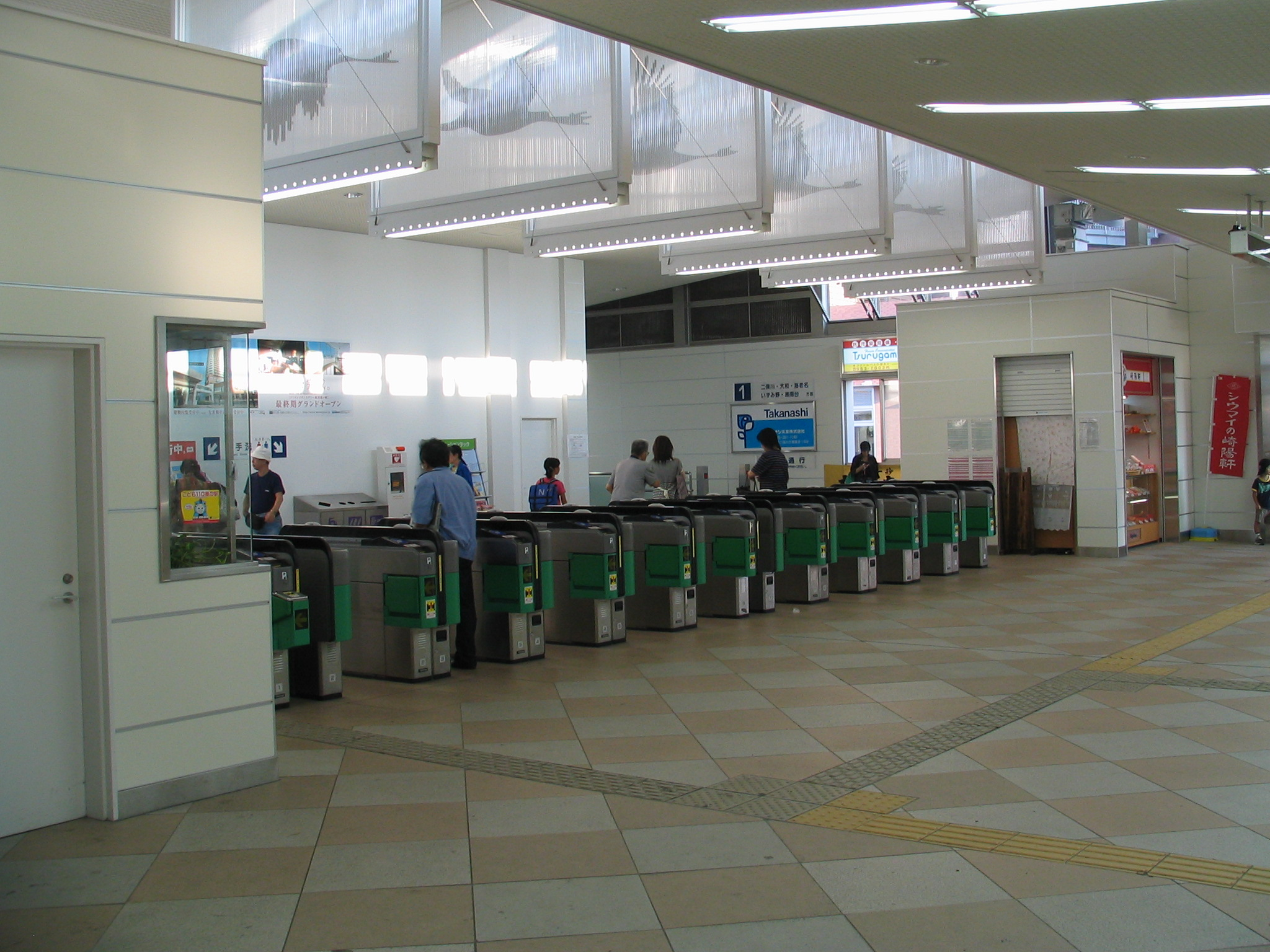
개찰구

## 인접역
| 사가미 철도 본선            | 사가미 철도 본선 | 사가미 철도 본선              |
| --------------------------- | ---------------- | ----------------------------- |
| SO05 호시카와 요코하마 방면 | ■ 쾌속           | 후타마타가와 SO10 에비나 방면 |
| SO08 니시야 요코하마 방면   | ■ 각역정차       | 후타마타가와 SO10 에비나 방면 |